# Ludwig Steffen
Ludwig Steffen (* 17. Dezember 1793 in Danzig; † 4. Juli 1850 in Berlin) war ein deutscher Kupferstecher und Lithograf.

## Biografie
Heinrich Ludwig Steffen war der Sohn von Johann Gottfried Steffen, Prediger an der St. Annenkirche in Danzig. Etwa 1823 ging er nach Berlin, wo er zunächst als Zeichenlehrer und Lithograf tätig war und ab etwa 1825 Inhaber einer Steindruckerei und eines Kunsthandels wurde (Firma Steffen & Comp.). Er befasste sich intensiv mit der Polychromie und dem Drucken in Ölfarben. Blätter dieser Art sind in Minutolis Werk „Über die Anfertigung und die Nutzanwendung der farbigen Gläser bei den Alten“ enthalten. Er gab auch ein Werk mit mehrfarbig gedruckten Blättern heraus, das unter dem Titel: „Magazin architektonischer Verzierungen mit besonderer Rücksicht für Zimmer-Dekorationen sowie auch für Bronzeur, Gürtler, Stukkateur, Gold - und Silberarbeiter, Bildhauer etc.“ in Rosenthals „Magazin architektonischer Verzierungen“ erschien. 1836 beschickte er die Ausstellung der Akademie der Künste.